# NGC 7786
NGC 7786 je spirální galaxie v souhvězdí Pegas. Její zdánlivá jasnost je 13.3m a úhlová velikost 1,00′ × 0,7′. Je vzdálená 201 milionů světelných let, průměr má 60 000 světelných let. Je členem skupiny galaxií LGG 483, jinak též zvaná skupina NGC 7771. Galaxii objevil 1. října 1883 Édouard Stephan.